# Louise Chevillotte
Louise Chevillotte (Parigi, 2 marzo 1995) è un'attrice francese.

## Biografia
Louise Chevillotte, figlia di Xavier Chevillotte e dell'attrice Cécile Magnet, è stata rivelata dal regista Philippe Garrel mentre era ancora studentessa al Conservatorio Nazionale di Arte Drammatica. Quest'ultimo gli offre uno dei ruoli principali nel suo film L'Amant d'un jour, al fianco di Éric Caravaca ed Esther Garrel. Interpreta il ruolo di Arianna, l'amante di un professore di filosofia che fa amicizia con sua figlia. Il film è stato presentato alla Quinzaine des Réalisateurs del Festival di Cannes 2017 dove ha ricevuto recensioni entusiastiche.

## Filmografia parziale

### Cinema
- L'amant d'un jour, regia di Philippe Garrel (2017)
- Synonymes, regia di Nadav Lapid (2019)
- Le Sel des larmes, regia di Philippe Garrel (2020)
- Benedetta, regia di Paul Verhoeven (2021)
- La scelta di Anne - L'Événement (L'Événement), regia di Audrey Diwan (2021)
- Un silence, regia di Joachim Lafosse (2023)

### Televisione
- Les Hautes Herbes (miniserie) di Jérôme Bonnell (2021)